# Kim Bergmans
Kim Bergmans (Deurne, 1993) is een Belgisch acro-gymnaste. 

## Levensloop
In april 2021 won ze samen met Lise De Meyst en Bo Hollebosch de wereldbekerwedstrijd te Sofia en in juli van dat jaar behaalde het trio zilver op het wereldkampioenschap te Genève. Op het EK van dat jaar behaalden ze zilver op de allround en brons op de tempo-oefening.
In 2022 behaalde ze samen met Lise De Meyst en Kim Bergmans goud op de Wereldspelen in het Amerikaanse Birmingham.